# Польсько-шведські відносини
Польсько-шведські відносини – двосторонні дипломатичні відносини між Польщею та Швецією. Країни розділені Балтійським морем і мають тривалі історичні зв'язки, а також пережили кілька військових конфліктів.
На початку XX століття між країнами склалися тісні відносини, перервані радянсько-німецьким вторгненням у Польщу. Після закінчення Другої світової війни країни відновили відносини і Швеція стала найбільшим економічним донором для Польщі серед країн Північної Європи . В даний час обидві країни є членами Європейського Союзу (ЄС). У Швеції проживає понад 90 000 поляків.

## Історія
У 1386-1596 Польщею правили Ягеллони, які мали шведське походження та відіграли важливу роль у перетворенні держави на велику державу середньовічної Європи. Один із найзначніших правителів Польщі Сигізмунд III також мав шведське коріння: його батьком був король Швеції Юхан III, а матір'ю — Катерина Ягеллонка.
Річ Посполита та Шведська імперія мали амбітні плани щодо розширення територіальних володінь та консолідації влади, що призвело до багатьох великих військових конфліктів між країнами у боротьбі за сфери впливу в Європі.
В 1655 шведи здійснили вторгнення в Польщу, відоме як Шведський потоп, що призвело до значних руйнувань на більшій частині території Польщі.
У XVIII столітті відбулися розділи Речі Посполитої, що призвело до виникнення у шведів страху розділити подібну долю через дії Російської імперії, але після закінчення Російсько-шведської війни в 1790 успішні шведські дипломатичні дії запобігли такому результату.

### Світові війни
Під час Першої та Другої світових війн польська громада у Швеції підтримувала незалежну Польщу. Під час Другої світової війни кілька членів Армії Крайової через територію нейтральної Швеції організували підтримку та фінансування польського спротиву. Декілька шведських громадян також підтримували польський опір і надавали їм притулок, а також захищали поляків від переслідування з боку нацистів.

## Дипломатичні представництва
- Польща має посольство у Стокгольмі[5].
- Швеція містить посольство у Варшаві[6].